# Conosos
Els conosos (Conosa o Conosea) són un fílum d'Amoebozoa. Inclou tres grups, Variosea, Archamoebae i Mycetozoa.
La majoria de les espècies de Conosa posseeixen un o dos flagels, o són multiflagelados (per exemple, Multicilia i Pelomyxa) i fins i tot les formes que van perdre els flagels conserven encara l'organització de microtúbuls del centrosoma.
Conosa inclou les espècies Dictyostelium discoideum i Entamoeba histolytica, entre d'altres.